# Attilio Viviani
Attilio Viviani (Oppeano, 18 ottobre 1996) è un ciclista su strada italiano che corre per il team Solution Tech Vini Fantini. Vincitore della Schaal Sels 2019, è il fratello minore di Elia Viviani, anch'egli ciclista.

## Palmarès

### Strada
- 2015 (Team Colpack)[1]

Trofeo Lampre Under-23
- 2016 (Team Colpack)[2]

Coppa Ardigò Under-23
Trofeo Lampre Under-23
- 2017 (Team Colpack)[3]

Trofeo Cleto Maule
- 2019 (Arvedi Cycling, due vittorie/[4]Cofidis, una vittoria)

Memorial Vincenzo Mantovani
Memorial Gianni Biz
Schaal Sels
- 2020 (Cofidis, una vittoria)

1ª tappa La Tropicale Amissa Bongo (Bitam > Ebolowa)
- 2023 (Corratec Selle Italia, una vittoria)

6ª tappa Tour of Qinghai Lake (Qilian > Xihaizhen)

### Pista
- 2016

Fiorenzuola, Americana (con Elia Viviani)
- 2018

6 Sere di Pordenone, Americana (con Stefano Moro)

## Piazzamenti

### Grandi Giri
- Giro d'Italia

2021: 142º

### Classiche monumento
- Milano-Sanremo

2021: 152º
- Giro delle Fiandre

2020: ritirato
- Giro di Lombardia

2020: ritirato

### Competizioni europee
- Campionati europei

Sangalhos 2017 - Americana Under-23: 10°
Aigle 2018 - Americana Under-23: 6°
Aigle 2018 - Corsa a eliminazione Under-23: 4°